# Horia Bernea
 (novembre 2022).
La mise en forme du texte ne suit pas les recommandations de Wikipédia : il faut le « wikifier ».
Les points d'amélioration suivants sont les cas les plus fréquents. Le détail des points à revoir est peut-être précisé sur la page de discussion.
- Les titres sont pré-formatés par le logiciel. Ils ne sont ni en capitales, ni en gras.
- Le texte ne doit pas être écrit en capitales (les noms de famille non plus), ni en gras, ni en italique, ni en « petit »…
- Le gras n'est utilisé que pour surligner le titre de l'article dans l'introduction, une seule fois.
- L'italique est rarement utilisé : mots en langue étrangère, titres d'œuvres, noms de bateaux, etc.
- Les citations ne sont pas en italique mais en corps de texte normal. Elles sont entourées par des guillemets français : « et ».
- Les listes à puces sont à éviter, des paragraphes rédigés étant largement préférés. Les tableaux sont à réserver à la présentation de données structurées (résultats, etc.).
- Les appels de note de bas de page (petits chiffres en exposant, introduits par l'outil «  Source ») sont à placer entre la fin de phrase et le point final[comme ça].
- Les liens internes (vers d'autres articles de Wikipédia) sont à choisir avec parcimonie. Créez des liens vers des articles approfondissant le sujet. Les termes génériques sans rapport avec le sujet sont à éviter, ainsi que les répétitions de liens vers un même terme.
- Les liens externes sont à placer uniquement dans une section « Liens externes », à la fin de l'article. Ces liens sont à choisir avec parcimonie suivant les règles définies. Si un lien sert de source à l'article, son insertion dans le texte est à faire par les notes de bas de page.
- La présentation des références doit suivre les conventions bibliographiques. Il est recommandé d'utiliser les modèles {{Ouvrage}}, {{Chapitre}}, {{Article}}, {{Lien web}} et/ou {{Bibliographie}}. Le mode d'édition visuel peut mettre en forme automatiquement les références.
- Insérer une infobox (cadre d'informations à droite) n'est pas obligatoire pour parachever la mise en page.

Pour une aide détaillée, merci de consulter Aide:Wikification.
Si vous pensez que ces points ont été résolus, vous pouvez retirer ce bandeau et améliorer la mise en forme d'un autre article.
Horia Bernea (né le 14 septembre 1938 à Bucarest et décédé le 4 décembre 2000 à Montrouge) est un peintre roumain, fils du sociologue et ethnologue Ernest Bernea. Il a occupé le poste de directeur général du Musée du paysan roumain entre 1990 et 2000.

## Biographie
Né le 14 septembre 1938 à Bucarest, Horia Bernea est le fils du célèbre sociologue et ethnologue Ernest Bernea (1905-1990) et de sa femme, Maria Patrichi. Il a fréquenté la Faculté de mathématiques et de physique de l'Université de Bucarest (1957-1959), puis l'École technique d'architecture (1959-1965), ainsi que l'Institut pédagogique, section de dessin (1962-1965).
Il fait ses débuts publics en tant que peintre en 1965 au Cénacle de la Jeunesse de l'Union des artistes plasticiens.
Il a été membre du groupe Poiana Mărului ainsi que du groupe "Prolog".  Il a participé à des ateliers de création artistique à Văratec et Tescani, puis à Paris et dans le sud de la France, en Provence.
Il a eu de nombreuses expositions individuelles et collectives notamment à la Richard Demarco Gallery (1970-1971 et 1976), à la College Gallery de l'Université de Birmingham, à la Sigi Krauss Gallery à Covent Garden (1971), à la Compass Gallery à Glasgow (1971), à la Generative Art Gallery à Londres (1976).
En 1998-1999, à Rome, il a réalisé un ouvrage illustré sur la Rome byzantine : Roma caput mundi. Un guide subjectif de la Ville éternelle, avec le théologien, anthropologue et diplomate Teodor Baconsky, à l'époque ambassadeur de Roumanie auprès du Saint-Siège. L'ouvrage contient des dialogues, des notes, des photographies, des aquarelles et des dessins (voir  "Scènes romaines", dialogue entre les auteurs publié par la revue Martor en 1999.)
Horia Bernea a été membre de la Commission des monuments historiques et du Groupe de réflexion pour le renouveau de l'Église.
En 1997, le Musée national d'art de Roumanie - Département d'art contemporain a publié un recueil de ses peintures. Il s'y livre à une véritable profession de foi dans un texte intitulé : « Les avantages spirituels d'un artiste d'Orient » : 

« Il existe un danger que nous partageons avec l'Occident : la perte d'identité et l'oubli de nos racines profondes... Face à un monde menacé de décadence, contraint de renier ses repères fondamentaux, l'artiste, l'homme de culture en général, doit faire don de lui-même pour participer à "sauver le monde". »

## Le Musée du paysan roumain
Le 5 février 1990, le nouveau gouvernement de la Roumanie démocratique décrète le rétablissement de l'ancien Musée d'art populaire (supprimé en 1977 par sa réunion avec le Musée du village ), dans son emplacement d'origine occupé depuis 1953 par les musées du parti communiste qui eurent différentes dénominations.
En 1990, Andrei Pleșu, alors ministre de la Culture, nomma Horia Bernea directeur général du Musée du paysan roumain, poste qu'il occupa jusqu'à sa mort. Il avait été consulté au préalable sur le nom que porterait le musée.
Après une série d'expositions temporaires, le musée a été inauguré au printemps 1993, avec une exposition permanente consacrée au signe de la Croix. Les  salles des icônes furent ouvertes en 1994, puis l'étage en 1996, sous le titre « Triomphe ».
La direction du Musée du paysan roumain a été une période de maturité et d'accomplissement pour l'artiste. Il a fondé la plus importante institution concernant la culture traditionnelle de Roumanie et l'a organisée en conformité avec toutes les exigences de la muséologie contemporaine. En 1994, la Fondation Culturelle Roumaine lui a attribué un prix pour sa contribution à la conservation des traditions spirituelles de la civilisation paysanne et le Grand Prix "George Apostu".
En 1996, le musée a été récompensé par la distinction "Musée européen de l'année", qui était décerné pour la première fois à un musée d'Europe de l'Est.

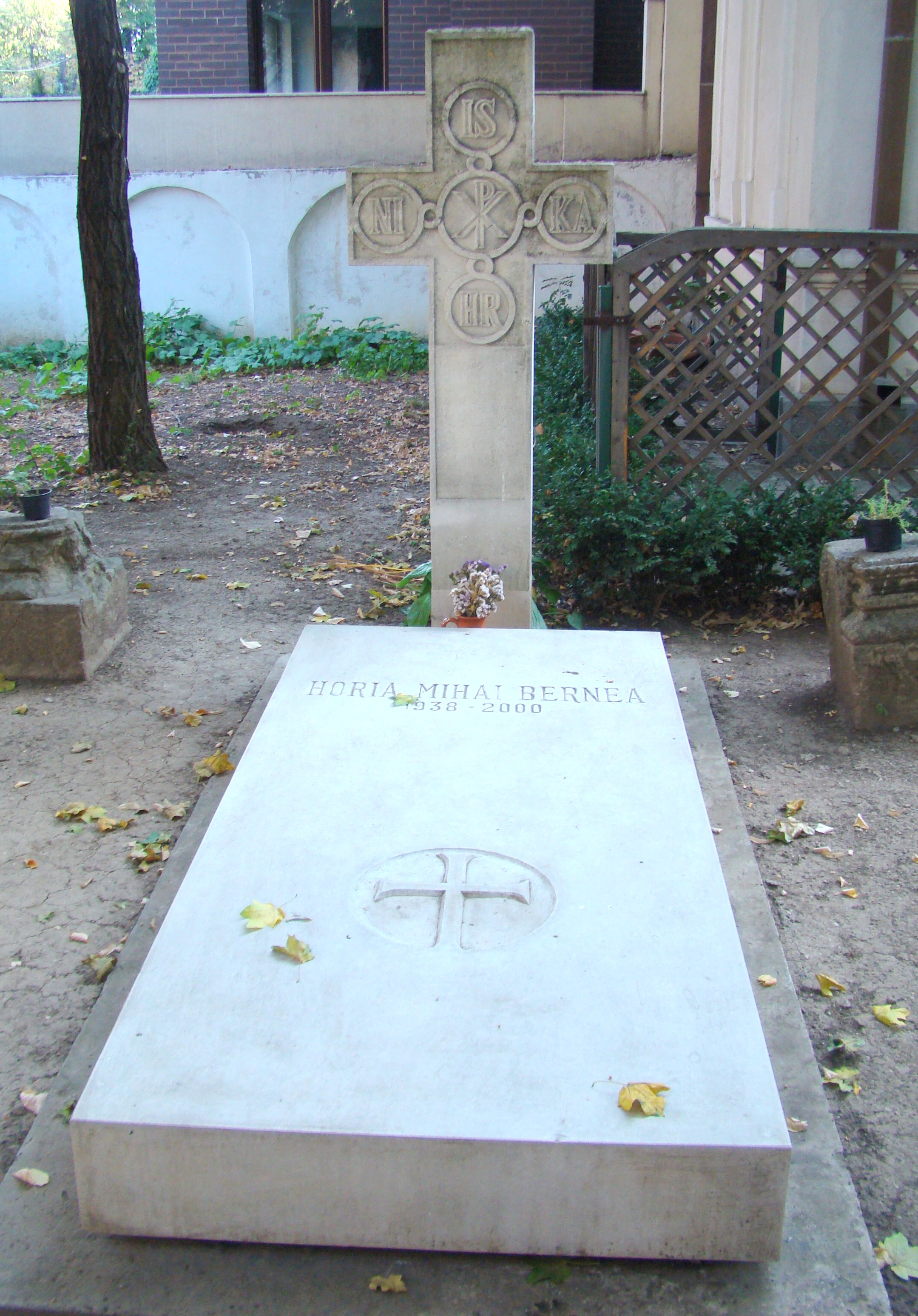
La tombe de Horia Bernea auprès de l'église "Izvorul Tămăduirii" - Mavrogheni

Le Musée du paysan roumain s'est développé dans de mauvaises conditions matérielles. Malgré tout, au cours des années qui ont suivi son ouverture, les collections du musée ont continué à s'enrichir par l'acquisition de nouvelles pièces de valeur et grâce à des dons. À l'initiative d'Horia Bernea, 6 églises en bois ont été acquises, dont 2 ont été transportées à Bucarest : celle de Mintia, exposée à l'intérieur, et celle de Bejani, dans la cour du musée, toutes deux provenant de la région de Hunedoara, et 4 autres ont été restaurées et sont conservés in situ : à Lunca Motilor (Hunedoara) et à Groșii Noi, Julita et Troaș (Arad).
Horia Bernea est décédé le 4 décembre 2000, à Paris, après avoir subi une difficile opération à cœur ouvert. Son corps a été ramené au pays et enterré à l'église Mavrogheni, près du musée du paysan roumain. Ses funérailles ont été suivies par de nombreux hauts dignitaires de l'Église orthodoxe roumaine, dirigés par le père patriarche Teoctist et l'archevêque Bartolomeu Anania qui a prononcé un éloge mémorable, ainsi que par des personnalités culturelles de renom, dont Andrei Pleșu et Horia-Roman Patapievici.

## Prix
- Prix de peinture UAP (1970)
- Prix "Stahly" à la Biennale de la Jeunesse de Paris (1971)
- Prix "Ion Andreescu" de l'Académie Roumaine (1978)
- Grand Prix UAP (1983)
- Prix de la Fondation Culturelle Roumaine
- Prix collectif du dialogue social (2000)
- Ordre national du mérite au grade de Grand-Croix décerné par la présidence de la Roumanie (2000)

## Témoignages
« Horia Bernea a apporté un souffle nouveau à la muséographie contemporaine en construisant le musée comme un tableau. Pas n'importe quel tableau, mais, comme il l'a avoué à plusieurs reprises, comme une icône du paysan roumain. »

— Costion Nicolescu

« Horia Bernea possédait le pouvoir d'insuffler une âme à son environnement. Il ne vivait pas quelque part, mais transformait tout lieu en un prolongement de lui-même. C'est ainsi que j'explique le sentiment de puissance qu'il transmet à n'importe lequel de ses interlocuteurs. Alors que l'homme "normal" apparaît comme une pièce rapportée et étrangère à un espace préexistant, Horia Bernea fonctionnait comme l'épicentre d'un univers organisé à son image. »

— Teodor Baconschi
[réf. nécessaire]

### Entretiens avec Horia Bernea
- La matérialité de la peinture : pâte, densité, vibration et convenance. Entretien avec Horia BERNEA , Raluca Alexandrescu, Observatoire culturel - numéro 18, juin 2000
- La peinture est la sœur cadette du mysticisme, 25 juillet 2012, Costion Nicolescu, CrestinOrtodox.ro
- Une interview unique : Horia Bernea, Claudiu Ionescu, Formula AS - année 2007, numéro 752
- L'art de l'icône est un summum de l'art, septembre 1997, CrestinOrtodox.ro